# Jean Baptiste Leschenault de la Tour
Jean Baptiste Louis Claude Théodore Leschenault de la Tour (Chalon-sur-Saône, 13 de novembro de 1773 – Paris, 14 de março de 1826) foi um botânico e ornitólogo francês.

## Biografia
Entre 1800 e 1803 tornou-se  botânico-chefe da expedição de Nicolas Baudin que navegou pelos mares da Austrália. Recolheu um grande número de novos espécimes entre  1801 e 1802 , porém em abril de 1803 ficou doente desembarcando em Timor.
Obrigado a passar os próximos três anos seguintes na Ilha de Java, aproveitou para conduzir o primeiro estudo botânico sério sobre esta ilha nunca visitada anteriormente por outros naturalistas, exceto numa curta investigação feita por Carl Peter Thunberg.
Voltou para a França em julho de 1807 com uma enorme coleção de plantas e pássaros. Os pássaros javaneses foram descritos por Georges Cuvier e por Louis Jean Pierre Vieillot. Leschenault também permitiu Coenraad Jacob Temminck ter acesso às suas anotações e amostras. Sua coleção de plantas permitiu-lhe obter uma pensão do governo francês.
Em maio de  1816, viajou para a Índia com o objetivo de recolher plantas novas e criar um  jardim botânico em Pondicherry. Recebendo a permissão do governo britânico  viajou para Madras, Bengala e a ilha do Ceilão.
Enviou plantas e  sementes que coletou para a ilha de Reunião (departamento francês) para lá serem cultivadas.  Nesta remessa foram incluídas duas variedades de cana-de-açúcar e  seis variedades de algodão.
Retornou a França em 1822, onde foi condecorado com a Legião de Honra.
Menos de um ano após a sua chegada, embarcou para a América do Sul. Visitou o Brasil, as Guianas Holandesa e Francesa. Introduziu em Caiena  diferentes variedades de chá. Devido à sua saúde debilitada, foi forçado a retornar após 18 meses de estadia.
Diversos pássaros  foram nomeados em sua homenagem, entre os quais:
- Charadrius leschenaultii (Borrelho-asiático)
- Enicurus leschenaulti . (Enecurino-de-coroa-branca)
- Phaenicophaeus leschenaultii. (Sirkeer Malkoha)

O gênero botânico Leschenaultia  também foi nomeado em sua homenagem.